# کارل سندبرگ
کارل سَندبرگ (به انگلیسی: Carl Sandburg) (زاده ۶ ژانویه ۱۸۷۸ – درگذشته ۲۲ ژوئیه ۱۹۶۷) شاعر، نویسنده و ویراستار آمریکایی بود. وی برنده سه جایزه پولیتزر می‌باشد؛ که دو جایزه را برای شعر و یکی را برای نوشتن شرح حال ابراهام لینکلن دریافت کرد.

## آثار ترجمه شده
من مردمم، گزینه اشعار کارل سندبرگ، ترجمه بابک زمانی، نشر ثالث ۱۳۹۶
ایب لینکلن بزرگ می‌شود، ترجمه احمد کسایی پور، نشر کارنامه
برای تو و ماه نغمه سر دادم، ترجمه احمد پوری، انتشارات مروارید